# Операция «Большой шлем»
Операция «Большой шлем»[уточнить] (англ. Operation Grand Slam) — план вооружённых сил Пакистана по захвату контролируемой Индией части штата Джамму и Кашмир. План был приведён в исполнение в сентябре 1965 года, и не завершился успехом из-за того, что Индия неожиданно открыла новый фронт, потребовавший срочной переброски туда пакистанских войск.

## Предыстория
Весной 1965 года между Индией и Пакистаном произошёл пограничный конфликт из-за пустынной территории Большой Качский Ранн. Спор вокруг Качского Ранна был полностью урегулирован 4 июля 1969 года, заключёнными в Исламабаде соглашениями: Пакистан получил 900 км² территории, хотя претендовал на значительно больший участок. Эти события подтолкнули пакистанское руководство к попытке разрешить в свою пользу Кашмирский конфликт. Веря, что население Кашмира готово восстать против индийских властей, генерал Мухаммед Айюб Хан дал санкцию на проведение операции «Гибралтар», и с конца июля 1965 года началась засылка боевиков в контролируемую Индией часть штата Джамму и Кашмир.
Обнаружив, что захваченные боевики являются военнослужащими пакистанской армии, Индия стянула в регион дополнительные войска, и 15 августа нанесла удар по базам боевиков на пакистанской территории, создав в результате наступления угрозу столице пакистанской части Кашмира — городу Музаффарабад. В этих условиях пакистанское руководство решило провести операцию «Большой шлем».

## Ход операции
План операции состоял в атаке Акхнурского моста, по которому проходила единственная линия снабжения размещённой в Кашмире индийской пехотной дивизии. Захват моста создавал угрозу городу Джамму — важному пункту снабжения индийских войск.
Пакистанское наступление началось в 5 часов утра 1 сентября 1965 года. Индийские войска были вынуждены отступить со своих позиций. Однако 2 сентября отвечавший за операцию командир 12-й пакистанской дивизии генерал-майор Ахтар Хуссейн Малик был заменён на командующего 7-й дивизией генерал-майора Яхья Хана, что на сутки задержало наступление. Эта задержка позволила Индии перебросить в угрожаемый сектор подкрепления, и когда 3 сентября пакистанское наступление возобновилось, то индийские войска смогли его задержать, хотя и не были способны перейти в контратаку.

## Прекращение операции
6 сентября индийская армия открыла новый фронт, начав наступление в Пенджабе на территорию собственно Пакистана. Это наступление угрожало отрезать правый фланг действующих в Кашмире войск, поэтому Пакистан был вынужден остановить своё наступление и перебросить войска в Пенджаб.